# Idylle de Siegfried
Pour les articles homonymes, voir Idylle (homonymie).

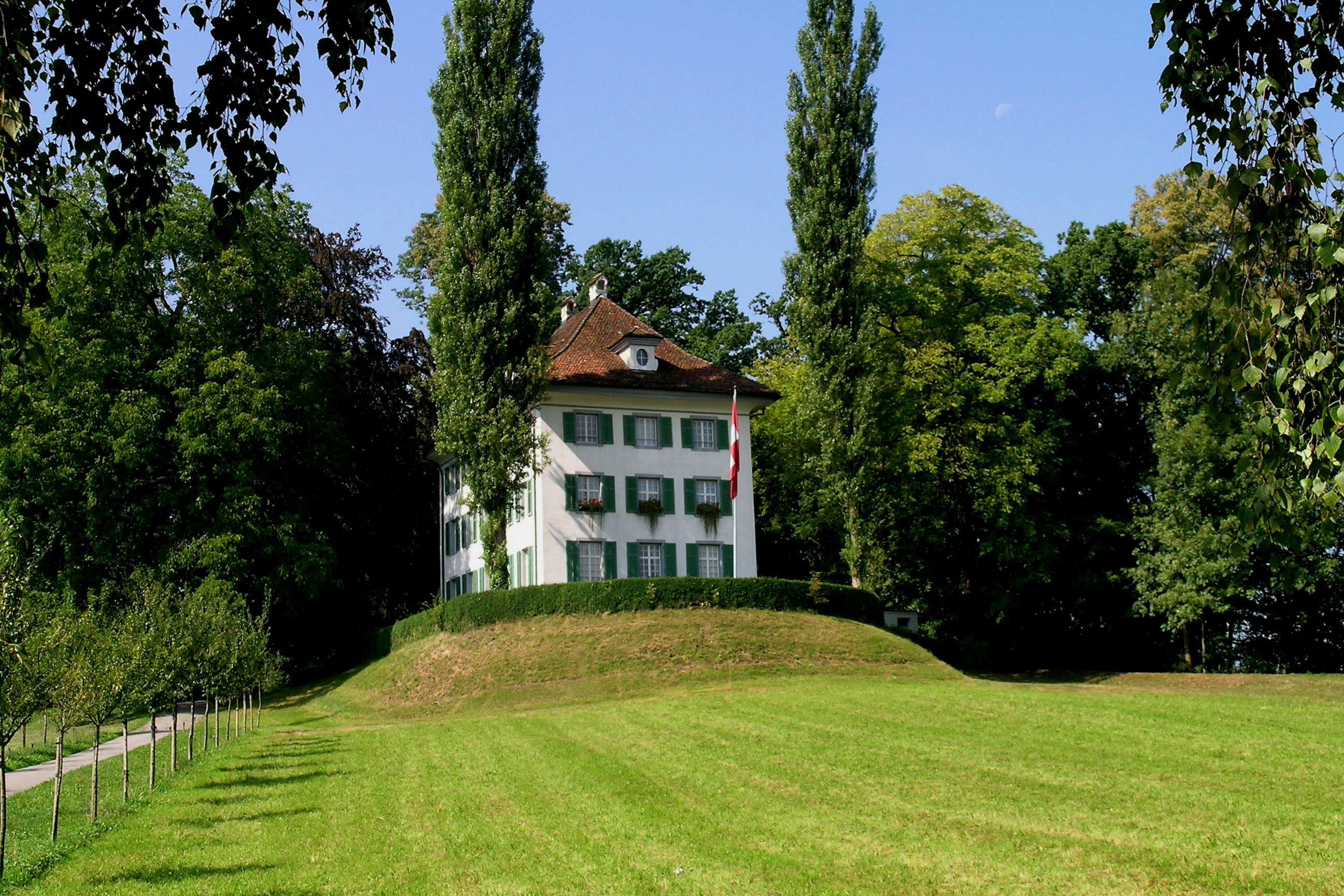
Maison de Wagner à Tribschen, canton de Lucerne, où eut lieu la première de Siegfried Idyll

L’Idylle de Siegfried (plus souvent en allemand : Siegfried-Idyll) fut composé par Richard Wagner en 1870.

## Historique
Troisième enfant de Richard Wagner et de Cosima von Bülow, Siegfried Wagner naît en juin 1869. Cosima divorce un an plus tard de Hans von Bülow et épouse Richard Wagner le 25 août 1870. Wagner heureux voulut faire un cadeau à sa femme en lui dédiant spécialement de la musique composée par lui-même, il reprit des extraits de son opéra Siegfried pour en faire une nouvelle œuvre. Il donna sa partition le 4 décembre à Hans Richter pour faire répéter les musiciens. Une répétition finale eut lieu le 24 décembre à Lucerne dans un hôtel. 

### Première exécution
La première exécution eut lieu dans la villa de Tribschen, où Wagner résidait avec Cosima, le 25 décembre 1870, jour du trente-troisième anniversaire de Cosima. Les musiciens sont rentrés discrètement le matin et se sont faufilés dans l'escalier pour commencer à jouer à 7h30, le compositeur étant en haut de l'escalier pour diriger.
Cette œuvre appelée Tribschener Idyll mit Fidi-Vogelgesang und Orange-Sonnenaufgang (Idylle de Triebschen avec le chant des oiseaux de Fidi et le lever de soleil orange) resta plusieurs années la propriété du couple, avant que Richard Wagner n'arrange sa partition en vue de sa publication en 1878. Fidi est un diminutif pour Siegfried.

## Effectif
L'œuvre est écrite pour un orchestre composé de treize musiciens. Elle dure de 15 à 20 minutes.
Hans Richter, qui avait fait répéter les musiciens à Zurich, joua lui-même la partie de trompette (treize mesures) et celle du second alto (quatre mesures, vers la fin). 